# オペラ・バスティーユ
オペラ・バスティーユ（仏: L'Opéra de la Bastille）は、フランスの首都パリにある歌劇場である。パリ国立オペラの公演会場の一つである。オペラおよびバレエ、管弦楽の公演が行われている。

## 概要
フランス革命200年を記念し、革命勃発の地であるバスティーユ広場の西側にあった旧ヴァンセンヌ郊外線バスティーユ駅（1859年開業、1969年12月14日パリ高速地下鉄RER A線の発足により廃止）の跡地に建設。1982年に当時のフランソワ・ミッテラン大統領によって建設計画が始まり、1989年7月13日に落成した。こけら落としの初公演は1990年3月17日、ベルリオーズのオペラ『トロイアの人々』。
設計は47か国1700人の建築家によるコンペの結果、1984年11月10日にウルグアイ系カナダ人の建築家カルロス・オットーのプランを採用することが決定し、同年より着工した。
外観はガラス張りのモダニズム様式の建物で内部は地上7階地下6階建てで、座席数は2703。舞台装置はコンピューター制御と外観、設備とも現代建築の粋を集めたものとなっている。
世界最大の9面舞台を持ち、遮音壁で区切ることにより、上演中でも他の演目のリハーサルができる。
ロビーにはジャン・ティンゲリーとニキ・ド・サンファル夫妻のオブジェ作品が飾られている（同夫妻による別の作品「可動噴水彫刻」が、同じくパリのポンピドゥーセンター脇のストラヴィンスキー池にある）。
オペラ・バスティーユの完成後、旧オペラ座のガルニエ宮は一時期バレエや管弦楽の公演に限られた。しかし現在ではガルニエ宮でもオペラ公演が行われている。